# Polliana Aleixo
Polliana Aleixo da Fonseca Pedro (Rio de Janeiro, 28 de março de 1996) é uma atriz brasileira.

## Carreira
Seu primeiro trabalho foi em 2007 no especial de fim de ano O Segredo da Princesa Lili, interpretando Lucélia, filha de Yvana (Daniela Escobar). Em 2008, atuou na telenovela Beleza Pura de Andréa Maltarolli, vivendo a esperta Dominique, filha de Sônia (Christiane Torloni). Foi vice-campeã da Dança das Crianças do Domingão do Faustão. Em 2009, interpretou Júlia no seriado Tudo Novo de Novo, filha de Miguel (Marco Ricca) da autora Lícia Manzo. Em 2010, deu vida à Maria Eunice na novela Tempos Modernos.
Em 2011, interpretou Olívia, filha de Daisy (Isabela Garcia) e Kléber (Cássio Gabus Mendes) em Insensato Coração. No mesmo ano interpretou a tenista Cecília, filha de Mariano (Francisco Cuoco) na novela A Vida da Gente. Em 2012 fez uma participação como Beatriz, namorada de Samuel (Miguel Roncato), em Cheias de Charme. Em 2014, interpretou Bárbara, uma adolescente acima do peso que sofria preconceito da própria mãe, Shirley (Viviane Pasmanter), na telenovela Em Família, de Manoel Carlos. Em 2018 deu vida à profetiza Kesiah na telenovela  Jesus.

## Filmografia

### Televisão
| Ano     | Título                     | Personagem                     | Notas                  |
| ------- | -------------------------- | ------------------------------ | ---------------------- |
| 2007    | O Segredo da Princesa Lili | Duquesa Lucélia                | Especial de fim de ano |
| 2008    | Beleza Pura                | Dominique Amarante             |                        |
| 2008    | Dancinha dos Famosos       | Participante (2º Lugar)        | Temporada 2            |
| 2009    | Tudo Novo de Novo          | Júlia Aguiar Peixoto           |                        |
| 2010    | Tempos Modernos            | Maria Eunice Cordeiro Bodanski |                        |
| 2011    | Insensato Coração          | Olívia Damasceno               |                        |
| 2011-12 | A Vida da Gente            | Cecília Villaça                |                        |
| 2012    | Cheias de Charme           | Beatriz Motta                  |                        |
| 2014    | Em Família                 | Bárbara Soares Esteves         |                        |
| 2018-19 | Jesus                      | Kesiah                         |                        |
| 2020    | Dra. Darci                 | Helen                          | Episódio: "No Motel"   |
| 2021    | Gênesis                    | Paltith                        |                        |
| 2022    | Jogo da Corrupção          | Vitoria Havelange              |                        |
| 2023-24 | Dom                        | Kelly                          |                        |

### Cinema
| Ano  | Título            | Personagem         |
| ---- | ----------------- | ------------------ |
| 2021 | A Sogra Perfeita  | Ciléia             |
| 2022 | Esposa de Aluguel | Suellen Glória     |
| 2024 | Silvio            | Patrícia Abravanel |